# Karl Wilhelm Penzler

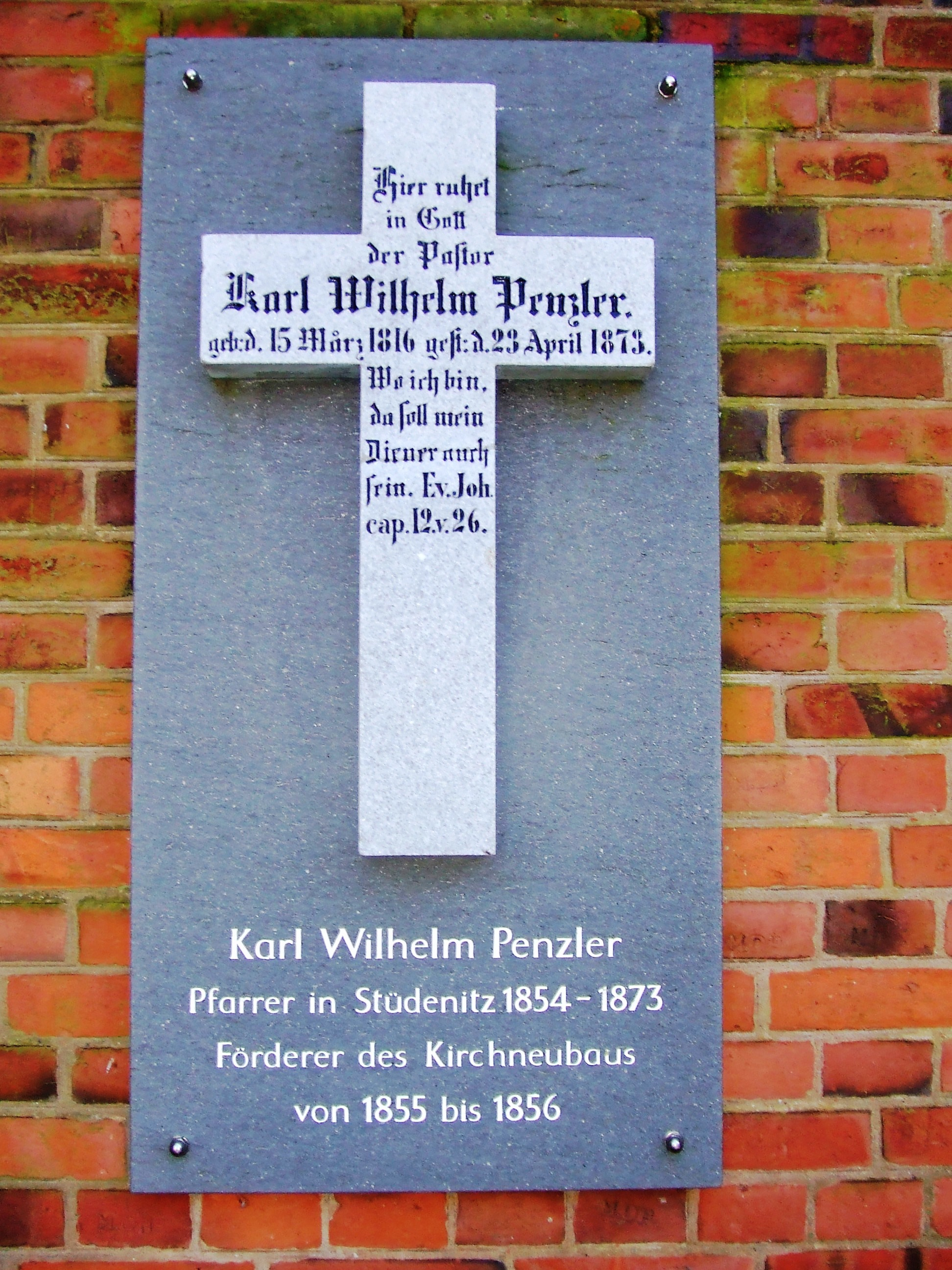
Gedenktafel am Kirchturm

Karl Wilhelm Penzler (* 15. März 1816 in Schafstädt; † 23. April 1873 in Stüdenitz) war ein deutscher evangelischer Geistlicher.

## Beruflicher Werdegang
Nach Besuch der Klosterschule in Roßleben ging er auf das Gymnasium in Merseburg. Er studiert danach an der Universität Halle und ging nach dem Examen 1845 als Hilfslehrer in einen kleinen Ort bei Freienwalde.

## Pfarrer in Stüdenitz
Penzler kam am 18. Oktober 1854 mit Frau und Kindern nach Stüdenitz, um die dortige Pfarrstelle anzutreten. Auf seine Initiative wurde die bereits seit dem Brand von 1807 beschädigte Kirche abgerissen und ein Neubau in Angriff genommen. Am 11. Februar 1855 fand der letzte Gottesdienst in der alten Kirche statt. 
Nach dem Neubau der Dorfkirche Stüdenitz gab es Streit darüber, wie viel Platz die Vollbauern in der Kirche beanspruchen dürften. Penzler sollte den Streit schlichten und die Plätze anweisen. Er weigerte sich, da er zu Recht befürchtete, Unwillen zu erzeugen. Nachdem der Rentmeister des Domstiftes Havelberg vergeblich versucht hatte, Frieden zu stiften, und ebenso erfolglos Vermittlungsversuche des Landrates gescheitert waren, wandten sich die Vollbauern an den König Friedrich Wilhelm IV. Jeder Vollbauer verlangte nämlich zwei Sitze nebeneinander für sich selbst und noch einmal so viele für seine Ehefrau.
Der König war wenig erbaut über diese Eingabe und erließ eine Kabinettsorder des Inhalts, „daß sich die Bauern schämen sollten, ihren Hochmut mit ins Gotteshaus zu nehmen. Vor dem Herren wären alle gleich“.

## Literarische Aufarbeitung
Penzler ist in Stüdenitz an der Mauer der von ihm initiierten neuen Kirche begraben. Eine Tafel an der Kirchenmauer erinnert an den für Stüdenitz wichtigen Pfarrer, der mit seinen Streitigkeiten seine schriftstellernde Nachfolgerin im Amte, Eva Hoffmann-Aleith, zu deren Roman Teufelszwirn inspiriert haben dürfte.
| Personendaten    | Personendaten                   |
| ---------------- | ------------------------------- |
| NAME             | Penzler, Karl Wilhelm           |
| KURZBESCHREIBUNG | deutscher evangelischer Pfarrer |
| GEBURTSDATUM     | 15. März 1816                   |
| GEBURTSORT       | Schafstädt, Landkreis Merseburg |
| STERBEDATUM      | 23. April 1873                  |
| STERBEORT        | Stüdenitz                       |